# St. Jakobus (Seeseiten)

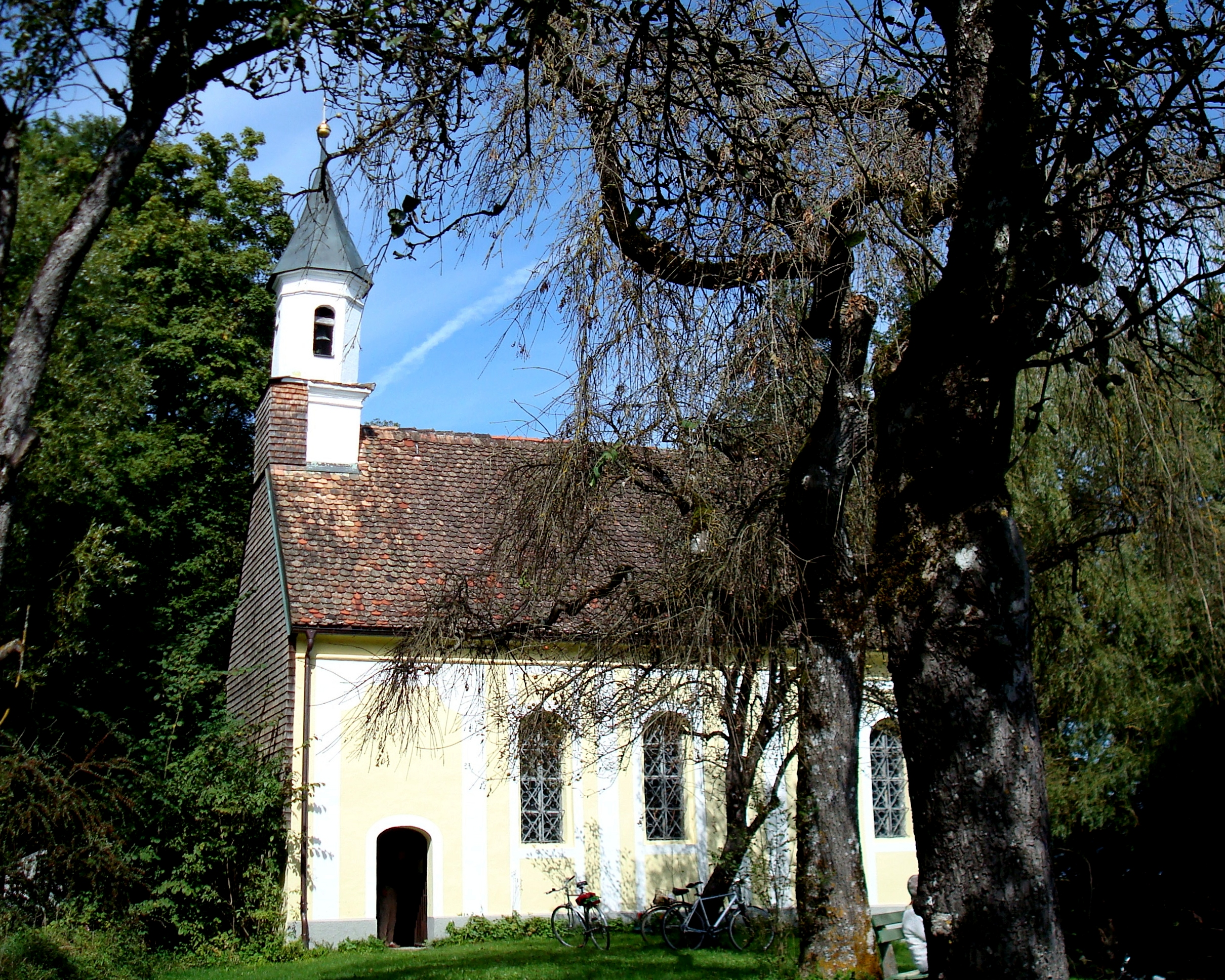
St. Jakobus von Süden

Die römisch-katholische Kapelle St. Jakobus der Ältere steht im Seeshaupter Ortsteil Seeseiten im oberbayerischen Landkreis Weilheim-Schongau. Sie befindet sich am nördlichen Ende des Weilers Seeseiten, ca. 400 Meter südlich von Schloss Seeseiten. Das denkmalgeschützte Gotteshaus gehört als Teil der Pfarreiengemeinschaft Seeshaupt zum Dekanat Benediktbeuern im Bistum Augsburg.

## Geschichte
Bereits im Jahr 1090 wird im Benediktbeurer Kodex eine Jakobus-Kapelle in Seeseiten erwähnt. Am 14. April 1479 gelangte die Kirche zusammen mit der Pfarrkirche St. Michael in Seeshaupt durch Tausch vom Kloster Polling zum Kloster Bernried. Das heutige Kirchlein wurde 1746 unter Michael Bauhofer errichtet und 1755 vom Augsburger Weihbischof Franz Xaver Adelmann von Adelmannsfelden geweiht.
Nach der Säkularisation 1802 sollte die Kirche abgebrochen werden, was jedoch nicht erfolgte. In den Jahren 1965 bis 1971 wurde das Gotteshaus außen und teilweise innen renoviert.

## Beschreibung und Ausstattung

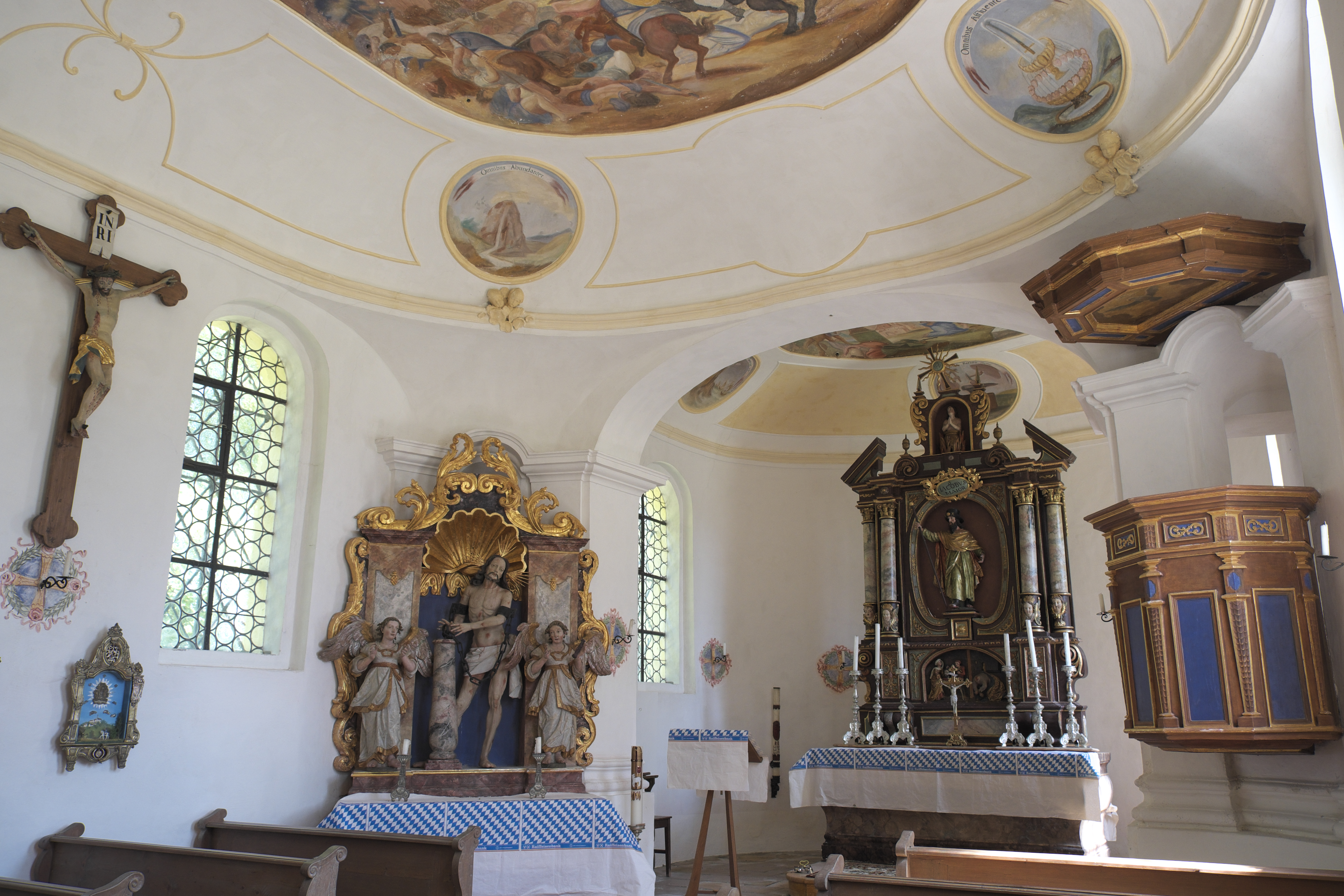
Innenansicht

Der geostete, verputzte Saalbau im barocken Stil mit eingezogener Apsis besitzt im Westen einen Dachreiter.
Der Renaissance-Hochaltar enthält auch spätgotische Teile. In ihm ist zentral auf dem Retabel der Kirchenpatron Jakobus der Ältere als Pilger dargestellt. Im Auszug befindet sich eine Figur des heiligen Märtyrers Vitus, in der Predella eine Darstellung der Enthauptung Johannes’ des Täufers.
Es gibt nur links einen Seitenaltar, rechts befindet sich die frühbarocke Kanzel. Der Seitenaltar zeigt den gegeißelten Heiland.
Das Deckengemälde im Chor, das die Enthauptung des hl. Jakobus zeigt, ist von vier Emblemata umgeben, die thematisch dazu passen: der Fels im Sturm, der zugeschnittene Weinstock, der Granatapfelbaum und das gehämmerte Herz. Das Gemälde im Haupthaus zeigt Jakobus auf einem Pferd vom Himmel kommend, wie er den christlichen Spaniern im Kampf gegen die muslimischen Mauren hilft. Auch hier werden der Segen und die Gnade, die Jakobus vermittelt, in emblematischen Nebenbildern aufgegriffen. Diese zeigen eine Wasserquelle, einen Brunnen, das Sonnenlicht und einen Leuchtturm.
An der Empore werden Wundertaten Jakobus’ gezeigt: Totenerweckung, Krankenheilung und zentral die Bekehrung des Maurenkönigs, der unchristliche Bücher verbrennt und mit einem Schiff im Meer versenkt.
Die übrige Ausstattung ist spätbarock.

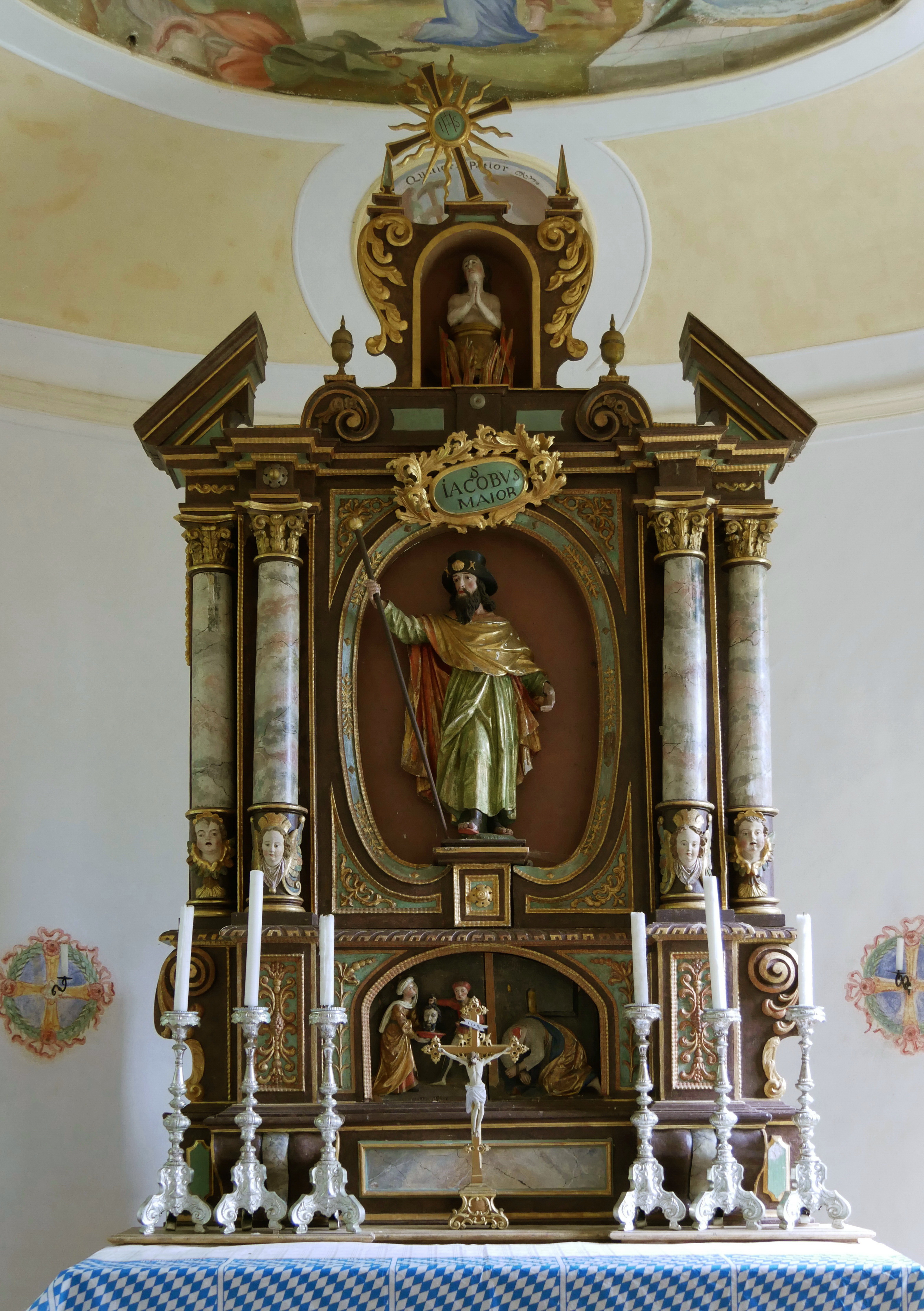
Hochaltar
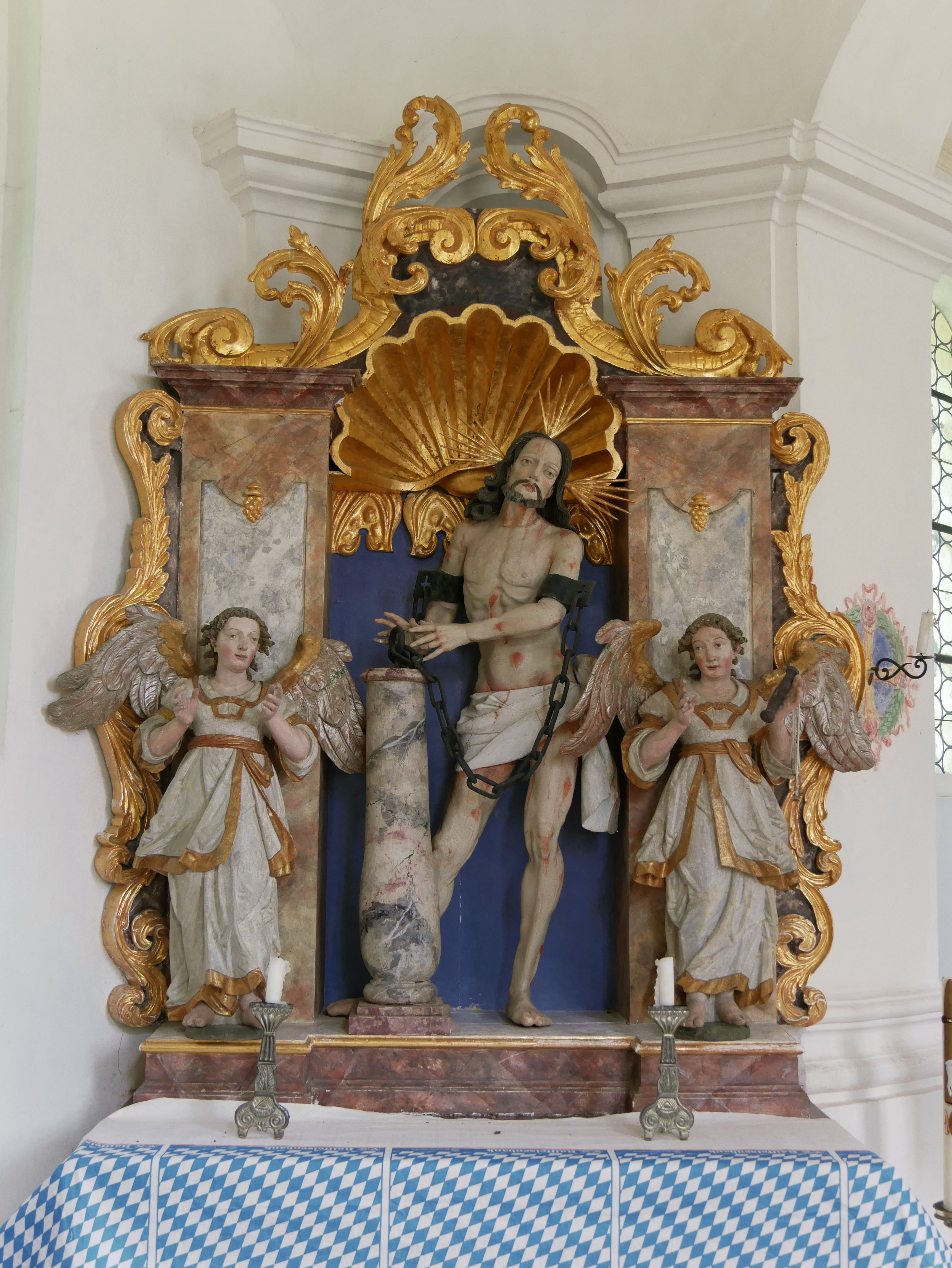
Seitenaltar
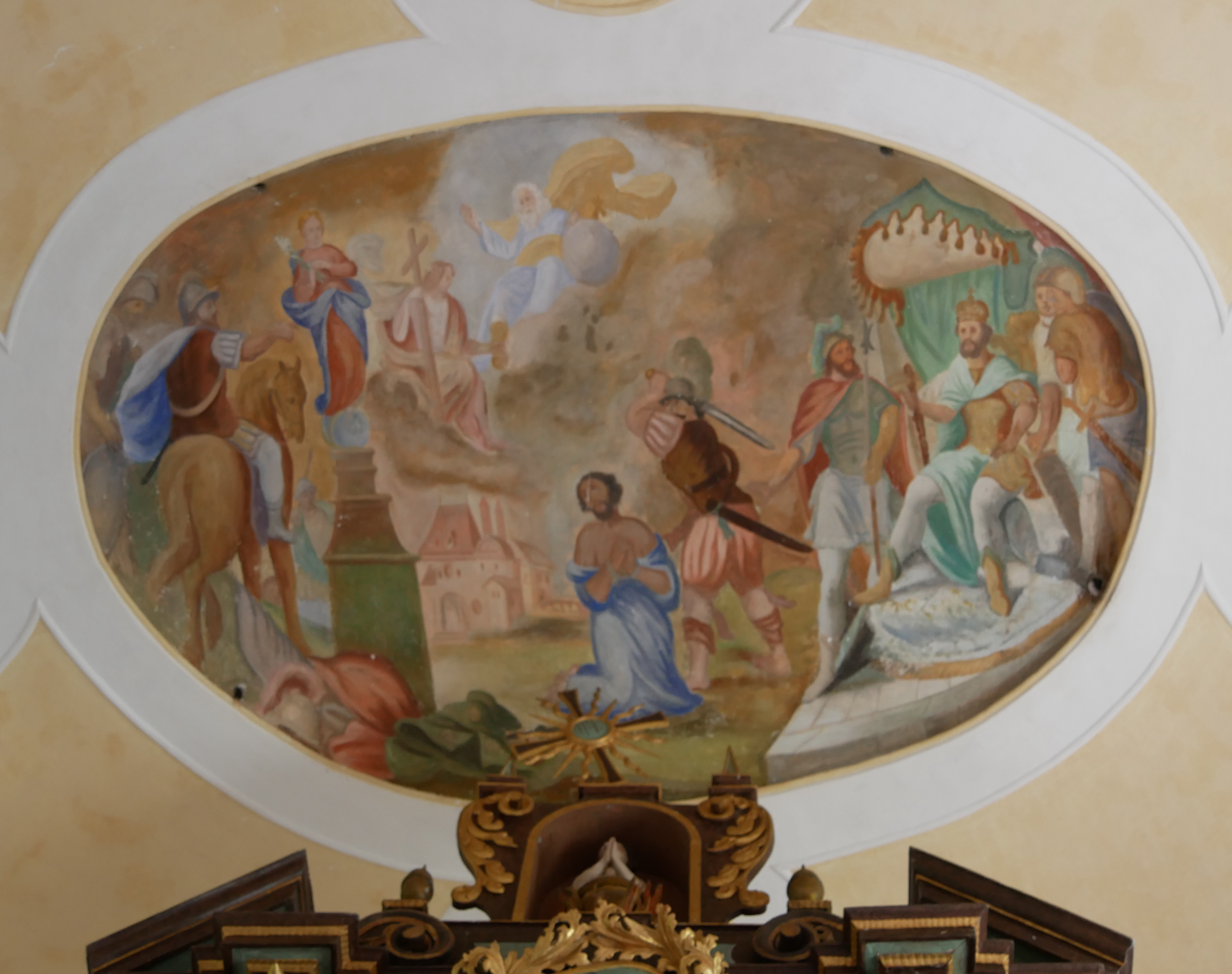
Chorgemälde
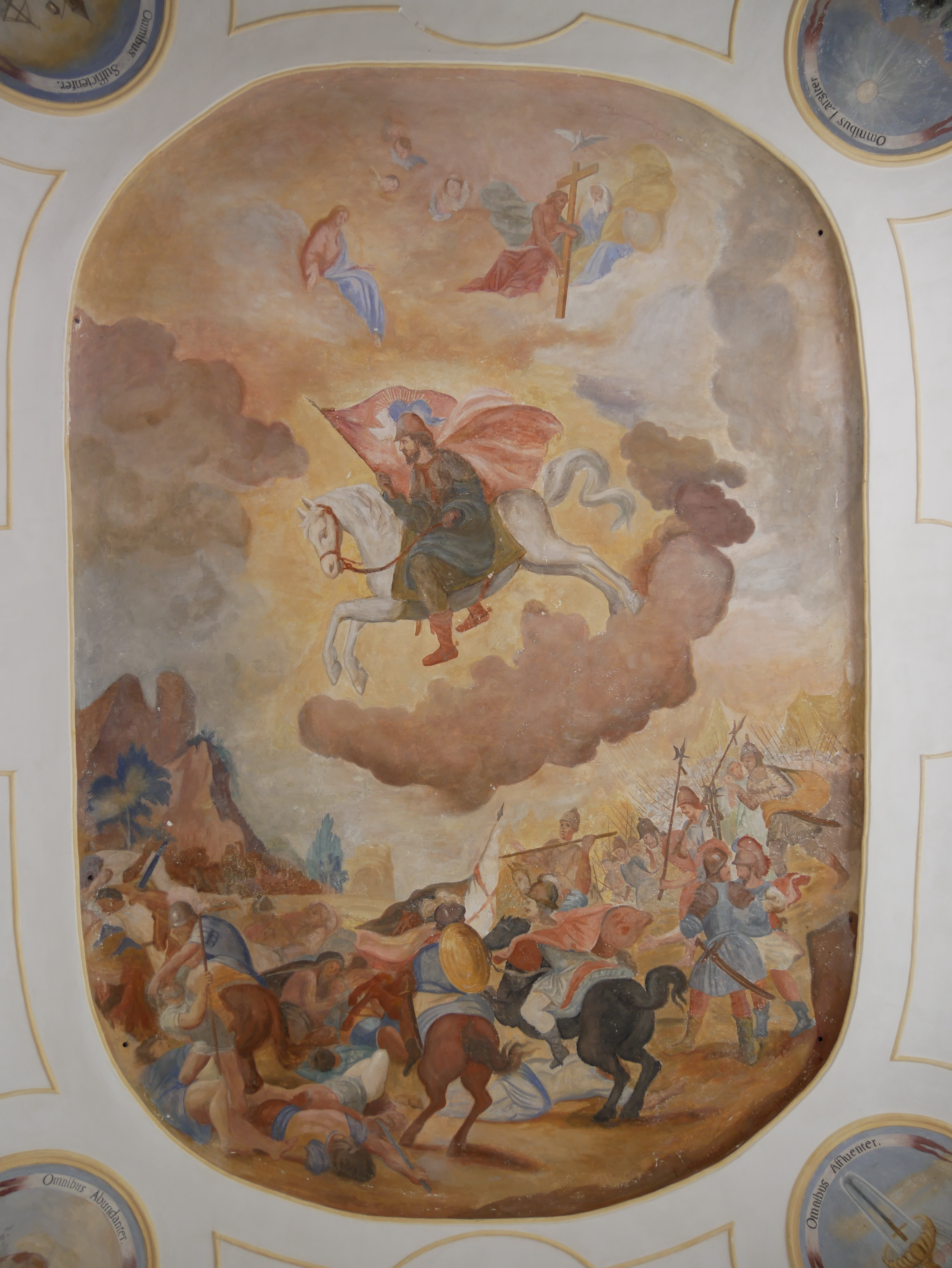
Haupthausgemälde
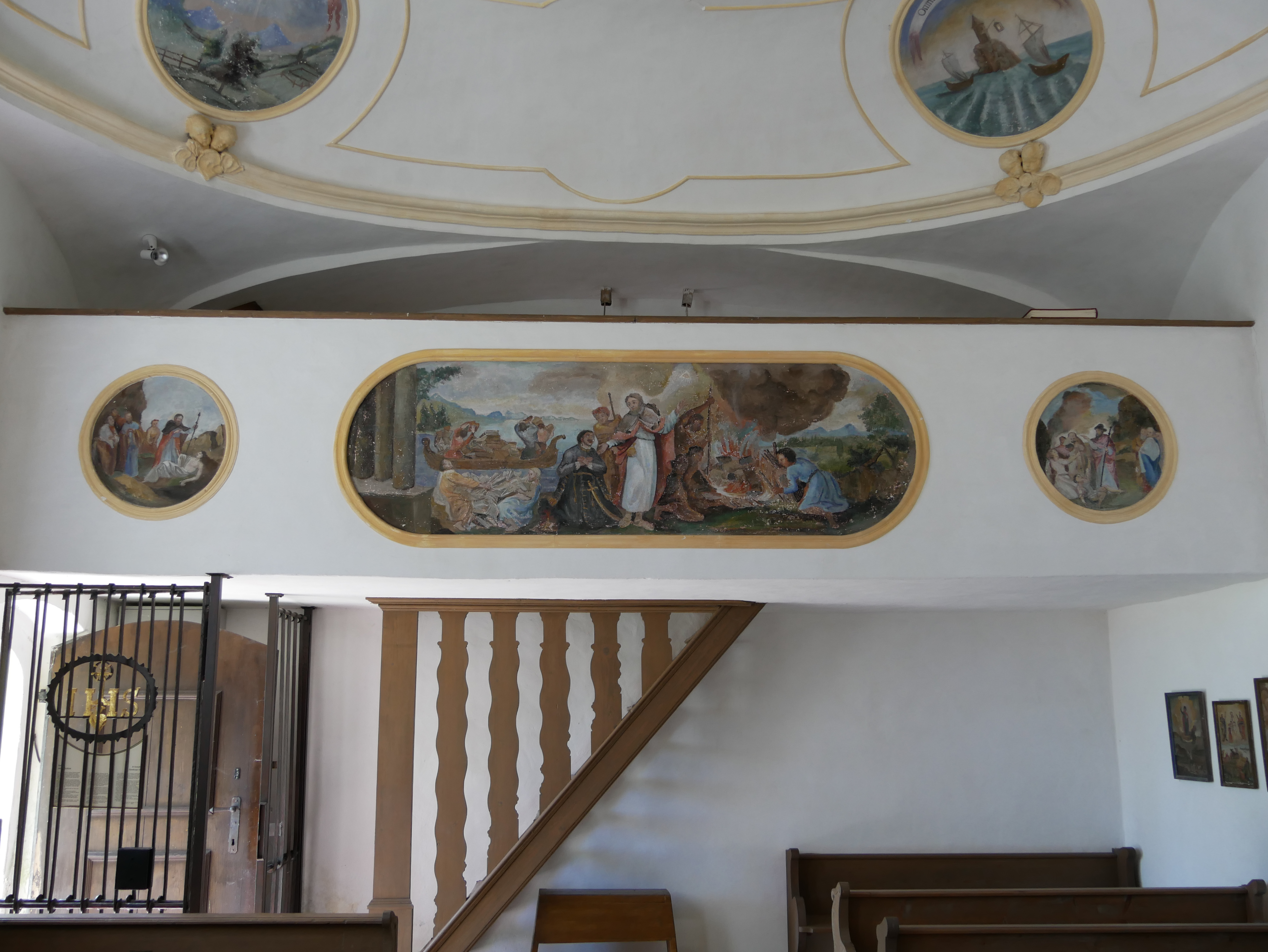
Empore